# Thelypteris laevigata
Thelypteris laevigata är en kärrbräkenväxtart som först beskrevs av Georg Heinrich Mettenius och Oskar Kuhn, och fick sitt nu gällande namn av R. Tryon. Thelypteris laevigata ingår i släktet Thelypteris och familjen Thelypteridaceae. Inga underarter finns listade.